# Saltimbanchi si muore
 Saltimbanchi si muore è stato un programma televisivo italiano di genere varietà trasmesso dalla Rete 2 in seconda serata, dal 16 febbraio all' 8 marzo 1980, in quattro puntate, con la conduzione di Gianrico Tedeschi, Diego Abatantuono, Massimo Boldi, Teo Teocoli, Cochi Ponzoni, Maurizio Micheli, Giorgio Porcaro, Felice Andreasi, Enzo Jannacci e le soubrette Diana Scapolan e Kirsten Gille.

## Descrizione
Il programma era ambientato in uno scantinato, dove un gruppo di comici (molti dei quali membri del Gruppo Repellente fondato da Jannacci e Beppe Viola), guidati da Gianrico Tedeschi, si avvicendavano con il sogno di trovare successo televisivo. L'addetto alla portineria era Massimo Boldi, sorta di talent-scout da strapazzo. Il programma fu scritto da Enzo Jannacci, che firmava i testi, che si caratterizzavano dalla verve stralunata e surreale, tipica dell'autore. Jannacci, curava assieme a Franco Campigotto anche la regia e appariva in qualche filmato esterno.
Il programma, trasmesso per una sola stagione, vide tra gli altri, alcune fugaci apparizioni di Guido Nicheli, Giorgio Faletti, Mauro Di Francesco, Silvia Annicchiarico, Patricia Pilchard, Simone Bongiovanni, Alessandra Scaramuzza, Giuseppe Cederna, Francesco Salvi e Tiziana Pini.
Tra gli ospiti musicali Pino Donaggio, Ivan Cattaneo, Paolo Conte e Tullio De Piscopo.